# Južnoafriška Formula 1
Južnoafriška Formula 1 je bila dirkaška serija Formule 1, ki je potekala v Južnoafriški republiki med letoma 1960 in 1975. Najuspešnejši dirkač prvenstva je John Love s šestimi naslovi prvaka. Pet pa jih je dosegel Dave Charlton, dva Syd van der Vyver, po en naslov pa so osvojili Ernest Pieterse, Neville Lederle in Ian Scheckter.

## Prvaki
| 1960   | Syd van der Vyver | Cooper-Alfa Romeo                    |       |           |       |               |
| 1961   | Syd van der Vyver | Lotus 18-Alfa Romeo                  |       |           |       |               |
| 1962   | Ernest Pieterse   | Heron-Alfa Romeo Lotus 20-Climax     |       |           |       |               |
| 1963   | Neville Lederle   | Lotus 20-Climax                      |       |           |       |               |
| 1964   | John Love         | Cooper T55-Climax                    |       |           |       |               |
| 1965   | John Love         | Cooper T55-Climax                    |       |           |       |               |
| Sezona | Dirkač            | Dirkalnik                            | Zmage | Stopničke | Točke | Razlika (toč) |
| 1966   | John Love         | Cooper T79-Climax                    | 7     | 8         | 69    | 13            |
| 1967   | John Love         | Cooper T79-Climax Brabham BT20-Repco | 8     | 10        | 82    | 30            |
| 1968   | John Love         | Brabham BT20-Repco Lotus 49-Cosworth | 6     | 6         | 54    | 14            |
| 1969   | John Love         | Lotus 49-Cosworth                    | 4     | 5         | 43    | 1             |
| 1970   | Dave Charlton     | Lotus 49-Cosworth                    | 7     | 8         | 69    | 32            |
| 1971   | Dave Charlton     | Lotus 49-Cosworth Lotus 72-Cosworth  | 7     | 8         | 72    | 24            |
| 1972   | Dave Charlton     | Lotus 72-Cosworth                    | 9     | 9         | 81    | 39            |
| 1973   | Dave Charlton     | Lotus 72-Cosworth                    | 10    | 10        | 93    | 40            |
| 1974   | Dave Charlton     | Tyrrell 007-Cosworth                 | 6     | 10        | 76    | 11            |
| 1975   | Ian Scheckter     | McLaren M23-Cosworth                 | 6     | 7         | 56    | 2             |